# Cam'ron
Cam'ron, pseudonimo di Cameron Ezike Giles (New York, 4 febbraio 1976), è un rapper e attore statunitense.
Precedentemente noto come Killa Cam, Cam'ron era anche l'artista guida del gruppo musicale The Diplomats conosciuto anche come Dipset.

## Inizi della carriera
Cam'ron inizia la propria carriera musicale a metà degli anni 1990, rappando assieme a Big L, Ma$e ed al proprio cugino Bloodshed in un gruppo chiamato Children of the Corn. Il gruppo si scioglie dopo la morte di Bloodshed in un incidente stradale nel 1997. Tuttavia Cam'ron continua nel mondo del rap, facendo la conoscenza di Notorious B.I.G. grazie a Ma$e. Biggie rimane impressionato dalle capacità di Cam'ron e gli presenta il proprio manager Lance "Un" Rivera, che lo prende nella propria etichetta Rivera's Untertainment e gli fa pubblicare il suo primo album solista, Confessions Of Fire, nel luglio 1998 (disco d'oro con più di 500 000 copie vendute). L'album contiene brani come "3-5-7" e "Horse And Carriage" a cui collaborano amici come Ma$e. Sfortunatamente, la Untertainment fallisce nel 1999 e Cam'ron finisce sotto la Epic Records.

## S.D.E.
Cam'ron ottiene il successo nel 2000 grazie alle pubblicazioni con la Epic Records diretta da Tommy Mottola. Nonostante percosse e minacce a numerosi responsabili della Sony Records, accusata di non promuovere il suo secondo album intitolato S.D.E. (acronimo di Sports, Drugs, and Entertainment), contenente brani quali "Let Me Know" e "What Means the World to You", quest'ultimo successivamente remixato e realizzato assieme ad una squadra di stelle del Dirty South hip hop quali UGK, Trina e Ludacris. Juelz Santana inoltre fa la sua prima apparizione in S.D.E.

## Roc-A-Fella
Con il passaggio alla Roc-A-Fella Records, Cam'ron torna ad avere a che fare con il suo amico d'infanzia Dame Dash nel 2001, che lo aveva già diretto alla Sony records. Nel 2002, realizza il suo terzo album, quello di maggiore successo, intitolato Come Home With Me, che contiene le hit più fortunate della sua carriera, "Oh Boy" ed "Hey Ma," entrambe in collaborazione con Juelz Santana. Grazie a queste hit, l'album di Cam'ron diventa disco di platino.
Grazie all'inaspettato successo, Dash propone Cam'ron come Vice Presidente della Roc-A-Fella Records, ma Jay-Z, presidente della Roc-A-Fella stessa, rifiuta l'idea. Il rapper continua la sua fortunata carriera recitando in Paid in Full prodotto da Dash nel 2002. Segue il primo capitolo musicale dei Diplomats: Jim Jones, Juelz Santana e Freekey Zeekey, assieme a Cam'ron, pubblicano l'album di debutto Diplomatic Immunity, nel 2003.

## Recenti progetti musicali
Più volte fermato durante la realizzazione, il quarto album Purple Haze, viene pubblicato il 7 dicembre 2004 ma non diventa un successo commerciale come il precedente nonostante i giudizi positivi della critica tanto che Pitchfork lo inserisce tra la top ten degli album e come secondo album rap del 2005. Il secondo album dei Diplomats, Diplomatic Immunity 2 viene pubblicato il 23 novembre 2004.
Il 28 aprile 2005, Cam'Ron lascia la Roc-A-Fella Records per entrare nella Warner Music Group tramite la Asylum Records.
Killa Season, il nuovo album di Killa Cam, viene pubblicato il 16 maggio 2006 entrando in classifica alla numero 2. Cam'ron pubblica anche un DVD con lo stesso nome dove sono presenti tutti i componenti dei Diplomats ad esclusione di Freekey Zeekey perché in carcere. Tra le tracce del nuovo album vanno ricordate "Touch It Or Not" aka "Suck it or not" (feat Lil Wayne), "Do Your Thing" così come "I Love My Life", "Something New" e "Wet Wipes".

## Attentato
Nel primo mattino di domenica 23 ottobre 2005, Cam'ron è stato colpito da tre colpi di pistola in un tentativo di furto d'auto a Washington. Cam'ron stava lasciando un popolare nightclub dopo essersi esibito alla Howard University ed era fermo ad un semaforo tra la New York Ave. e New Jersey Ave. Quando il passeggero della macchina accanto gli ha intimato di consegnare la sua Lamborghini, il rapper ha fatto resistenza subendo nella sparatoria tre colpi di cui due al braccio destro e uno al braccio sinistro. Ha comunque avuto la prontezza di guidare fino all'altro lato della strada ed attirare l'attenzione di un poliziotto, è stato poi trasportato da un fan al Howard University Hospital per le cure. L'assalitore è rimasto sconosciuto.

## U.N.
Cam'ron di recente, dopo un'assenza di un paio d'anni dalle scene è tornato alla ribalta con un nuovo "movement". Dopo un allontanamento dai partner di sempre Jim Jones e Juelz Santana, Cam ha fondato gli U.N. I leader degli U.N. sono lo stesso Cam'ron e Vado, giovane rapper di Harlem scoperto da Killa Cam, gli altri membri di questo movimento sono ByrdLady, Charlie Clips, Felony Fame e Darnell. Cam'ron e Vado fanno la loro prima uscita semiufficiale con "Boss of all bosses", mixtape di Dj Drama, facente parte della serie Gangsta grillz. Ne seguiranno anche una fortunatissima parte 2 e un update 2.5 (con altri nuovi pezzi). Inoltre, a maggio 2010 è uscito Heat in Here vol.1 raccolta dei pezzi di Cam'ron e Vado, lavoro marchiato U.N.

## Dipset West
Parallelamente, Cam'ron ha deciso di espandere il Diplomat movements, con l'aiuto di Omar "Iceman" Shariff. Con la collaborazione di quest'ultimo, infatti, i Dipset partono alla conquista della costa West, creando appunto DIPSET WEST. Gli artisti, ovviamente tutti appartenenti alla costa ovest, sono Young Hustle, Fly Boyz, Begetz, Grammz 4 sale e Hunned Stack. Sono usciti parecchi mixtape degli artisti qui citati, e sono fuori anche due mixtape ufficiali dei Dipset West. (World Domination e Global Warming)

## Dipset Reunion
Ad aprile 2010, dopo 3 anni di silenzio, Cam'ron e Jim Jones hanno deciso di mettere fine al loro "beef", mettendo da parte le incomprensioni. Lo ha comunicato miss info (la conferma è arrivata a un evento sportivo di beneficenza dove vi sono foto di Cam'ron e Jim Jones insieme, dove parlano e scherzano) che ha inoltre aggiunto che i due potrebbero tornare a lavorare a un "Diplomatic Immunity vol.3" (tanto richiesto dai fan). Jim Jones ha chiesto pubblicamente scusa a Cam'ron, quest'ultimo ha confermato di aver parlato a lungo al telefono con Jimmy e che entrambi sono disposti a un chiarimento per poter trovare la giusta alchimia e tornare a fare musica insieme. Natale 2010 potrebbe essere la data, ma per ora niente è ufficiale.
Il 2 gennaio 2015 il DJ Funkmaster Flex ha annunciato l'imminente uscita di un mixtape di reunion anticipato da due singoli.

## Discografia

### Album
- (1998), 21 luglio: Confessions of Fire
- (2000), 19 settembre: S.D.E.
- (2002), 14 maggio: Come Home with Me
- (2004), 7 dicembre: Purple Haze
- (2006), 16 maggio: Killa Season
- (2009), 12 maggio: Crime Pays

### Singoli
- 1998: "Horse & Carriage" (feat. Ma$e) - Confessions of Fire
- 1998: "Feels Good" (feat. Usher - Confessions of Fire
- 1998: "357" - Confessions of Fire
- 1999: "Let Me Know If U Wanna" - S.D.E.
- 2000: "What Means The World To You" - S.D.E.
- 2000: "My Hood" - S.D.E.
- 2002: "Welcome To New York City" (feat. Juelz Santana & Jay-Z) - Come Home with Me
- 2002: "Oh Boy" (feat. Juelz Santana) - Come Home with Me
- 2002: "Hey Ma" (feat. Juelz Santana) - Come Home with Me
- 2002: "Boy (I Need You)" (Mariah Carey feat. Cam'ron) - Charmbracelet
- 2004: "Girls" - Purple Haze
- 2004: "Get 'Em Girls" - Purple Haze
- 2005: "Down And Out" (feat. Kanye West & Syleena Johnson) - Purple Haze
- 2006: "Touch It Or Not" (feat. Lil Wayne) - Killa Season
- 2009: "My Job" - Crime Pays
- 2009: "Cookies-n-Apple Juice" (feat. Byrd Lady & Skitzo) - Crime Pays
- 2009: "Get It In Ohio" - Crime Pays

## Filmografia
- Paper Soldiers, regia di David Daniel Damon Dash (2002)
- Paid in Full, regia di Charles Stone III (2002)
- State Property 2, regia di Damon Dash (2005)
- Killa Season, regia di Cam'ron (2006)
- Cousin Bang, regia di Cam'ron (2010)
- Killa Season 2, regia di Cam'ron (2010)
- Single Ladies - serie TV, episodio 1x01 (2011)